# Эль-Аззузи, Уссама
Уссама́ Эль-Аззузи́ (нидерл. Oussama El Azzouzi; род. 29 мая 2001, Венендал, Утрехт) — нидерландский и марокканский футболист, полузащитник клуба «Болонья» и сборной Марокко. Участник Олимпийских игр 2024 в Париже.

## Клубная карьера
Эль-Аззузи — воспитанник клубов «Витесс» и «Гронинген». В 2021 году Уссама подписал контракт с «Эмменом». 6 августа в матче против «Телстара» он дебютировал в Эрстедивизи. 4 февраля 2022 года поединке против ТОП Осс Уссама забил свой первый гол за «Эммен». По итогам сезона он помог клубу выйти в элиту. Летом того же года Эль-Аззузи перешёл в бельгийский «Юнион». 6 августа в матче против «Мехелена» он дебютировал в Жюпиле лиге. 
Летом 2023 года Эль-Аззузи перешёл в итальянскую «Болонью». 21 августа в матче против «Милана» он дебютировал в итальянской Серии A. 18 февраля в поединке против «Лацио» Уссама забил свой первый гол за «Болонью». 

## Международная карьера
17 октября 2023 года в отборочном матче Кубка Африки против сборной Либерии Эль-Аззузи дебютировал за сборную Марокко. 
В 2024 году Мохамеди был включён в заявку олимпийской сборной Марокко на участие в Олимпийских играх в Париже. На турнире он сыграл в матчах против команд Аргентины, Украины, Ирака, США и Испании.